# Klettstedt

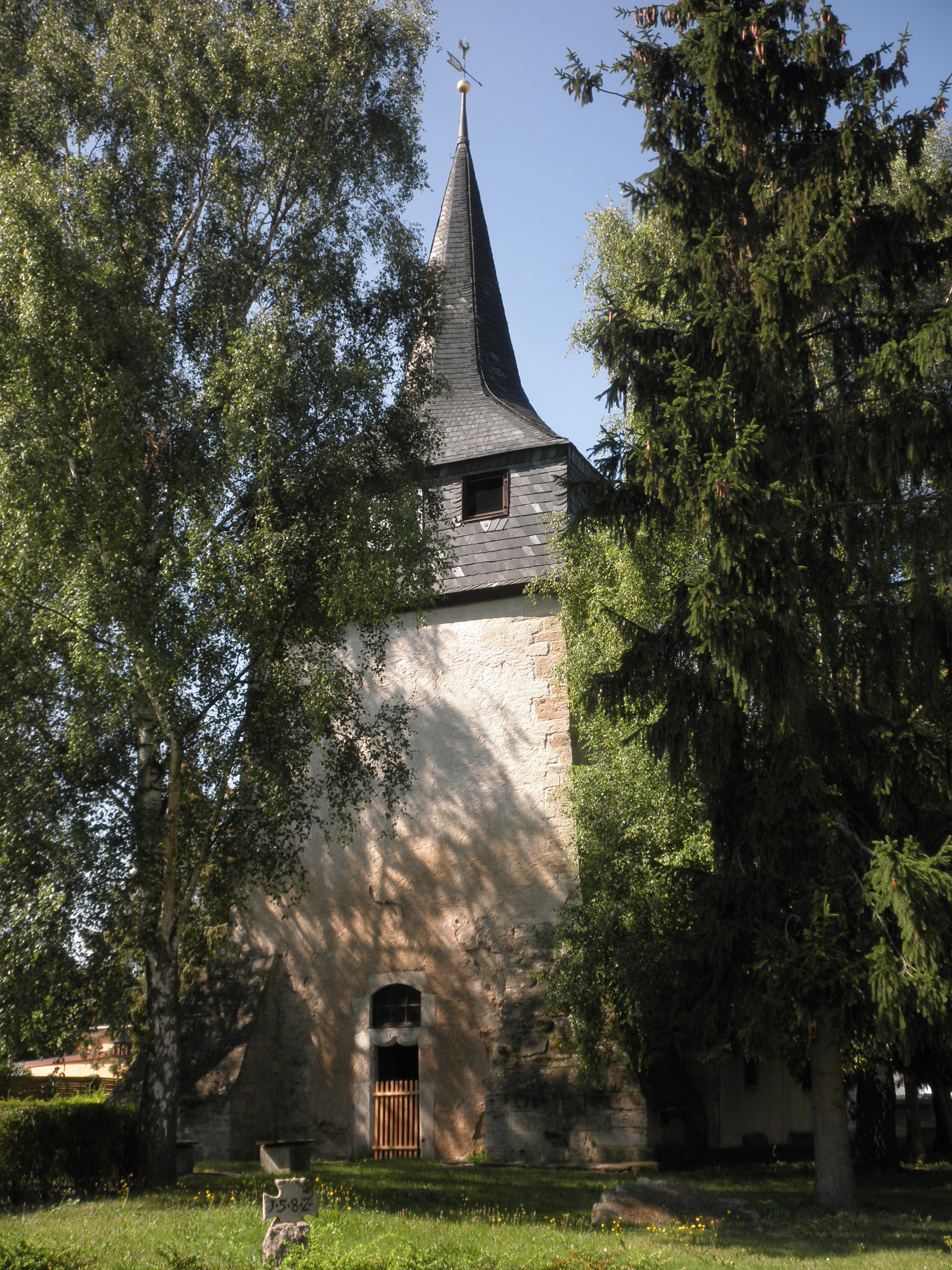
Turm der St.-Caecilia-Kirche

Klettstedt ist ein Ortsteil der Stadt Bad Langensalza im Unstrut-Hainich-Kreis in Thüringen.

## Geografie
Klettstedt liegt im Thüringer Becken zwischen Bad Langensalza und Bad Tennstedt. Die Nachbardörfer sind – im Uhrzeigersinn von Norden aus – Tottleben, Groß- und Klein-Urleben, Großvargula, Nägelstedt und Sundhausen. Durch Klettstedt fließt der Klunkerbach in Richtung Urleben.
Im Süden und Südosten des Ortes bestimmen zahlreiche große Windkraftanlagen das Landschaftsbild.

## Geschichte
874 erfolgte die erste bekannte urkundliche Erwähnung des Ortes. Die Schenken von Großvargula besaßen 1214 in Klettstedt acht Höfe und mehrere Hufen gutes Ackerland. Der Ort gehörte bis 1815 zum kursächsischen Amt Langensalza und nach seiner Abtretung an Preußen von 1816 bis 1944 zum Landkreis Langensalza in der Provinz Sachsen.
Bis zum 1. Januar 2019 war Klettstedt eine eigenständige Gemeinde, die seit 1991 der Verwaltungsgemeinschaft Bad Tennstedt angehörte, bis sie nach Bad Langensalza eingemeindet wurde.

## Ortsteilbürgermeister
Der Ortsteilbürgermeister von Klettstedt ist Robin Kilian.

## Kultur und Sehenswürdigkeiten

### Bauwerke
- Evangelische St.-Caecilia-Kirche: Über dem Eingang zum Kirchturm Jahreszahl 1574, über dem Eingang zum Kirchenschiff Jahreszahl 1818 (Restaurierungen). Im Kircheninneren Gedenktafeln für die Gefallenen beider Weltkriege und für die Opfer nach 1945 aus dem Ort. Auf dem nicht mehr als Friedhof genutzten Kirchhof ein kleines Steinkreuz von 1582 und ein Waidmühlstein als Erinnerung an die frühere Bedeutung der Färberpflanze Waid für das Dorf.

### Museen
Im Ort gibt es ein Museum des Dresdener Bildhauers Johannes Friedrich Rogge.

## Wirtschaft und Infrastruktur
Durch den Ort führt die Landesstraße 3176 von Bad Langensalza durch das Thüringer Becken in Richtung Sömmerda.

## Persönlichkeiten
Personen, die mit dem Ort in Verbindung stehen
- Balthasar Wurmb (1532–1598), kursächsischer Geheimer Rat und Amtshauptmann, unter den ihn zugeteilten Lehngütern war auch das halbe Dorf von Klettstedt
- Gottlob Curt Heinrich von Tottleben (1715–1773), sächsischer Abenteurer und russischer General, er war Herr auf Klettstedt
- Heinrich Adolph von Gablenz (1762–1843), sächsischer Generalleutnant sowie zeitweilig Gouverneur von Dresden, er erwarb das Rittergut Klettstedt
- Gottfried August von Lorenz (1776–1841), kursächsischer, ab 1806 königlich-sächsischer Amtshauptmann und Rittergutsbesitzer, er besaß u. a. das Rittergut Klettstedt
- Benno Grüning, Pfarrer in Klettstedt (→ Siehe unter: Martin Grüning)